# Sternaspis scutata
Sternaspis scutata é uma espécie de anelídeo pertencente à família Sternaspidae.
A autoridade científica da espécie é Ranzani, tendo sido descrita no ano de 1817.
Trata-se de uma espécie presente no território português, incluindo a sua zona económica exclusiva.